# 鏡の中の女
『鏡の中の女』（原題：Ansikte mot ansikte）は、イングマール・ベルイマン監督・脚本による1976年のスウェーデンの映画である。スウェーデンでは約3時間のテレビ映画として放送されたが、その他の国々では短縮されたものが劇場公開された。第29回カンヌ国際映画祭では非コンペティション作品として上映された。

## あらすじ
病院の精神科医のエニーは、祖父母宅に身を寄せるため、引っ越しの片づけをして車で向かう。昔の彼女の部屋に通され、その夜、エニーは暗闇の中に厳しい眼をした老女の幻覚を見て恐怖に襲われる。
エニーの夫エリックはシカゴに出張中で、14歳の娘アンナは夏季キャンプに出かけている。病院での彼女は、マリアという患者を診ているが、一向に回復する気配がなく医師の無力さを感じていた。
ある日、医師仲間のパーティーで、エニーはマリアの異母兄だという医師のトーマスと知り合う。彼は数年前に離婚し、エニーは夫が愛人を作ったと打ち明ける。
祖父母の家に帰ると、病気の祖父が老いていく恐怖に泣き、それを祖母がなだめて、いたわり合って生きる姿を目にする。すると、マリアが今は空き家になったエニーの家で気を失っているという知らせが入る。エニーが駆け付けると、二人の男が現れエニーはレイプされそうになるが、頑なに抵抗する彼女に男たちは諦めて、彼女は救急車を呼んだ。
翌日、祖父母は週末を友人の別荘で過ごすため出かける。一人になったエニーは、再び老女の幻覚に襲われる。今の私は孤独でも悲しくもなく、安心していると自分に暗示をかけて、薬を飲み始め一瓶を飲み干してしまう。
発見したのはトーマスだった。彼は自分が同性愛者で最近失恋したことを打ち明ける。一方、一命を取り留め入院したエニーは夢の中で両親や祖父母と対面し、事故死した母親との愛憎、育ての祖母による虐待、それらのトラウマが自分の情緒不安定を招き対人関係を壊して、夫や娘と愛情関係を築けずにいると理解していく。
夫と娘も駆け付けるが、二人ともエニーによそよそしく、夫は明日帰米するといい、娘は「ママは私が好きじゃない」と言って病室を去る。そしてトーマスも外国に行くと別れを告げる。
エニーは祖父母宅に戻り、二人の強い絆と信頼に思いを巡らせ、「愛は死をも包み込む大きなもので、愛にこそ人間の尊厳がある」と思う。そして電話を取り、明日から出勤する旨を病院に伝えた。

## キャスト
- リヴ・ウルマン
- エルランド・ヨセフソン
- アイノ・トーベ（英語版）
- グンナール・ビョルンストランド
- クリスティーナ・アドルフソン（英語版）
- マリアンヌ・アミノフ（英語版）
- ヨースタ・エックマン（英語版）
- ヘレン・フライバーグ（スウェーデン語版）
- ウルフ・ヨハンソン（英語版）
- スヴェン・リンドベルイ（英語版）
- ジャン＝エリック・リンドクイスト（スウェーデン語版）
- ビルイェル・マルムステーン（英語版）
- シフ・ルット（英語版）
- レナ・オリン

## 受賞とノミネート
| 賞・映画祭                   | 部門                    | 対象                            | 結果       |
| ---------------------------- | ----------------------- | ------------------------------- | ---------- |
| アカデミー賞                 | 主演女優賞              | リヴ・ウルマン                  | ノミネート |
| アカデミー賞                 | 監督賞                  | イングマール・ベルイマン        | ノミネート |
| ゴールデングローブ賞         | 主演女優賞 (ドラマ部門) | リヴ・ウルマン                  | ノミネート |
| ゴールデングローブ賞         | 外国語映画賞            | 『鏡の中の女』（ スウェーデン） | 受賞       |
| ニューヨーク映画批評家協会賞 | 主演女優賞              | リヴ・ウルマン                  | 受賞       |
| ロサンゼルス映画批評家協会賞 | 主演女優賞              | リヴ・ウルマン                  | 受賞       |
| ロサンゼルス映画批評家協会賞 | 外国語映画賞            | 『鏡の中の女』（ スウェーデン） | 受賞       |
| 英国アカデミー賞             | 主演女優賞              | リヴ・ウルマン                  | ノミネート |